# زیارتگاه سید محمد
زیارتگاه سید محمد مربوط به سده‌های اولیه دوران‌های تاریخی پس از اسلام است و در شهرستان سلسله (الشتر)، بخش مرکزی، دهستان قلعه مظفری، روستای علی‌آباد جوانمرد واقع شده و این اثر در تاریخ ۳۰ بهمن ۱۳۸۶ با شمارهٔ ثبت ۲۱۱۱۷ به‌عنوان یکی از آثار ملی ایران به ثبت رسیده است.